# Steffen Schwarzkopf

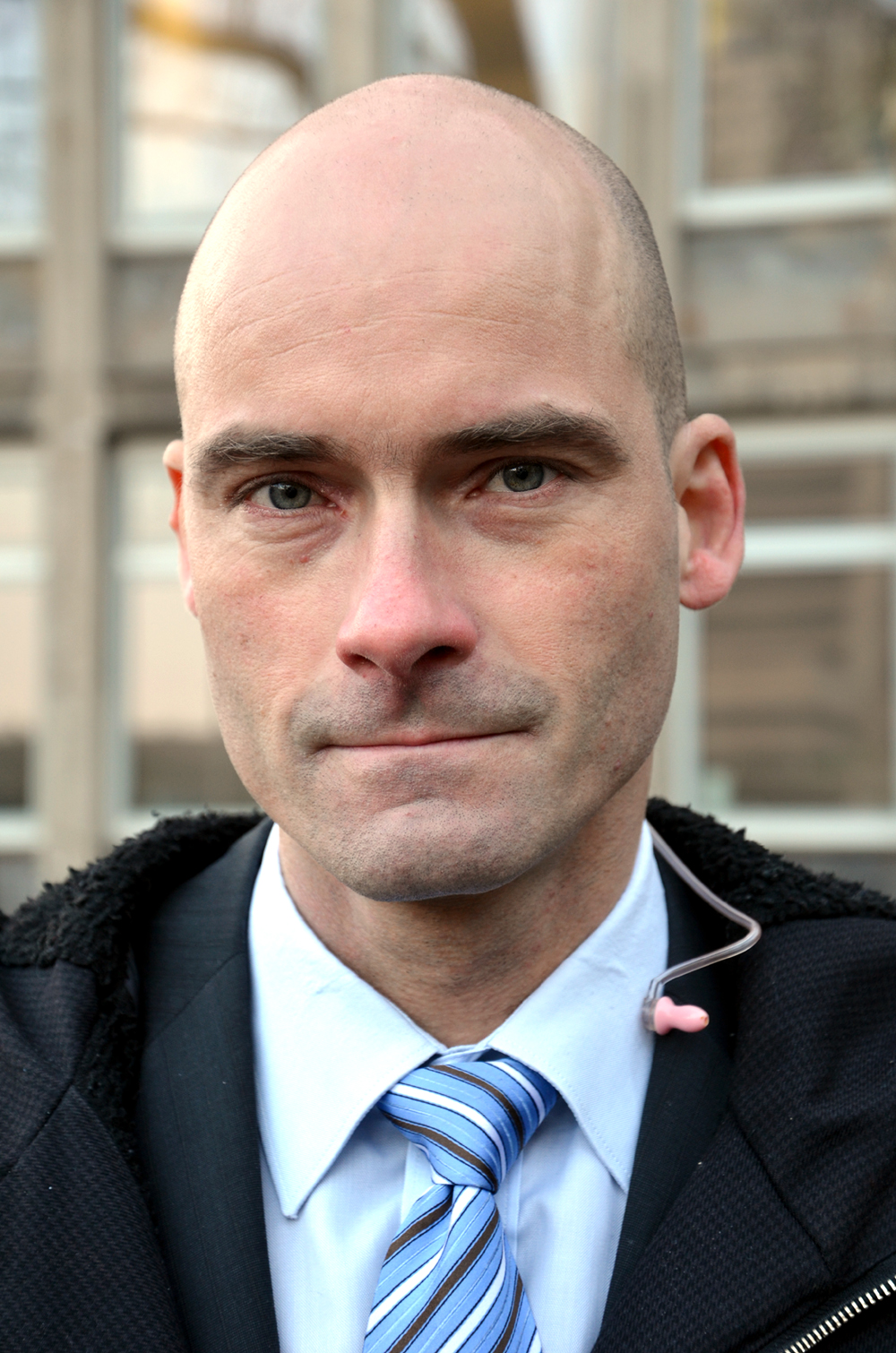
Steffen Schwarzkopf (2014)

Steffen Rainer Schwarzkopf (* 13. März 1973 in Berlin) ist ein deutscher Journalist, Redakteur und Chefreporter.

## Leben und Wirken
Von 1992 bis 1994 volontierte Steffen Schwarzkopf bei Radio Hundert,6, wo er anschließend als Redakteur arbeitete. Von 1995 bis 1997 war er Redakteur beim Berliner Lokalfernsehsender IA Fernsehen, später Chefreporter. 1997 wechselte er als Redakteur bzw. Reporter ins Sat.1-Landesstudio Berlin. Ab 1998 war er Reporter für die Sat.1 Nachrichten und berichtete ab 2001 auch für Welt (ehemals N24) aus Krisengebieten. Von Mai 2016 bis Juli 2022 war er für Welt Leiter des Studios in Washington, D.C. Seit seiner Rückkehr nach Deutschland ist er Chefreporter des Senders.
Schwarzkopf ist verheiratet und Vater von zwei Kindern. In seiner Zeit als US-Korrespondent lebte er mit seiner Familie in Maryland.

## Aktuell
Steffen Schwarzkopf war einer der ersten Kriegsreporter, der für den Sender Welt von der Front berichtete und die Eskalation vor dem Ausbruch des Russischen Überfalls auf die Ukraine dokumentierte. Am 15. März 2022 gab er im deutschen Studio des Senders ein Interview über seine Eindrücke seit Kriegsbeginn. Am 28. März 2022 berichtet er aus Irpin über den Einsatz ausländischer Truppen im umkämpften Gebiet.

## Auszeichnungen und Ehrungen
Im Jahr 2008 wurde Schwarzkopf für seine Berichterstattung aus Afghanistan und Kenia in der Kategorie „Bester Auslandsreporter“ für den Deutschen Fernsehpreis nominiert. 2013 erhielt er eine Nominierung für den Liberty Award.
Er erhielt für seine Berichterstattung in der Ukraine und Israel 2024 den Deutschen Fernsehpreis in der Kategorie "Beste Einzelleistung Moderation Informationen". 